# Jak minął dzień (album)
Jak minął dzień – czwarty album studyjny Krzysztofa Krawczyka, wydany w 1979 roku nakładem wytwórni Pronit.

## Opis
Album promował utwór pt. Jak minął dzień. Album posiada status złotej płyty.

## Lista utworów
Lista według Discogs:
| Nr  | Tytuł utworu                                                                                      | Długość |
| --- | ------------------------------------------------------------------------------------------------- | ------- |
| 1.  | „Jak minął dzień” (muz. Wojciech Trzciński, sł. Jerzy Kleyny)                                     | 03:48   |
| 2.  | „Gdy gaśnie płomień” (muz. Krzysztof Krawczyk, Wojciech Trzciński, sł. Janusz Kondratowicz)       | 03:25   |
| 3.  | „To stary film sprzed lat” (muz. Aleksander Maliszewski, sł. Janusz Kondratowicz)                 | 04:02   |
| 4.  | „Na szczęścia łut” (muz. Andrzej Januszko, sł. Wojciech Jagielski)                                | 03:25   |
| 5.  | „Wątek z filmu „C'est la vie”” (muz. Wojciech Trzciński, sł. Pawel Howil)                         | 03:35   |
| 6.  | „Pamiętam ciebie z tamtych lat” (muz. Krzysztof Krawczyk, Wojciech Trzciński, sł. Bogdan Olewicz) | 03:56   |
| 7.  | „Gra w niebo-piekło” (muz. Krzysztof Krawczyk, Wojciech Trzciński, sł. Wojciech Młynarski)        | 03:08   |
| 8.  | „Weselne preludium” (muz. Jerzy Milian, sł. Andrzej Kosmala)                                      | 03:55   |
| 9.  | „Dziewczyny z mego miasta” (muz. Krzysztof Krawczyk, Wojciech Trzciński, sł. Janusz Kondratowicz) | 03:34   |
| 10. | „Pogrążona we śnie Natalia” (muz. Andrzej Maliszewski, sł. Jonasz Kofta)                          | 04:56   |
|     |                                                                                                   | 37:44   |